# グランドソフトボール
グランドソフトボール（Grand Softball）は、視覚障害者が行う野球競技のことを言う。以前は盲人野球と呼ばれていたが、1994年4月に、ソフトボールのルールを基本としていることから「グランドソフトボール」に改称された。
なお、2026年より「ブラインドベースボール」に改称される事が発表された。

## グランドソフトボールとは
- ボールはハンドボール(モルテン、グランドソフトボール3号)のものを使い、投手がそれを転がして打者がバットで打つ。
- 通常の野球より1人多い1チーム10人で行う。
- また1チームには必ず全盲者（全く視覚が無い人）が4人以上含まれる必要がある。また、投手は必ず全盲選手でなければならない。
- 全盲者は光覚などの差を平等にするためアイシェードという目隠しを付けて競技を行う。また、全盲であることを明確にするため袖に赤い腕章をつける。
- 近年は晴眼者が参加できる大会も多くあり、障害の有無に関係なくプレーすることが出来る。しかし、全国身体障害者スポーツ大会の本戦、および予選ブロックに関しては身体障害者手帳を持っていないと選手としての出場は出来ない。
- 全盲選手がゴロのボールをキャッチすると、野球でいうフライアウトと同じ扱いになる。
- 試合時間を90～120分を制限時間として行う。試合時間は大会等により異なる。
- バッターランナー用の走塁用ベースと、守備者用のベースが1塁～ホームベースまで各2ずつあり、攻守それぞれのベースを使用する。
- 各走塁ベースのそばにランナーコーチャーと呼ばれるものがおり、全盲走塁者のため、手ばたきや声掛けにより走塁者を誘導する。

## 歴史
- 1933年11月　横浜公園運動場で開催された第9回全国盲学校学生競技大会において、東京盲学校と横浜訓盲院との盲人野球の試合が行われた。これが日本における最初の盲人野球の試合であると言われている。
- 1951年　大阪府立盲学校で第1回全国盲学校野球大会が開催され、1966年まで毎年開催された。
- 1971年　第1回全国盲社会人野球大会が社会福祉法人日本盲人会連合により開催される。
- 1973年　全国盲社会人野球大会が第9回全国身体障害者スポーツ大会の盲人野球競技として組み込まれる。
- 1994年4月　盲人野球からグランドソフトボールに改称。
- 1997年8月25日　京都府立盲学校で全国盲学校野球大会が復活。
- 1998年7月26日　全日本グランドソフトボール連盟が結成される。
- 2000年10月7日　全日本グランドソフトボール連盟主催の第1回全日本グランドソフトボール選手権大会が開催される。
- 2016年８月2５日　全国盲学校野球大会　第31回北海道大会を最後に全国盲学校野球大会は廃止となる

## 近年の活動
- 全国障害者スポーツ大会
- 全日本グランドソフトボール選手権大会
- 海外（台湾）との交流

## 今後
少子化の影響で、全国的に視覚障害者の数も減っており、それに伴い競技人口も減少し続けている。以前は各都道府県にチームがあり活動していたが、現在は人数が足りずに活動していないチームも増えている。また、既存のチームも高齢化が深刻になっており、新たな若い競技者が不足している。その原因の1つに、前述した視覚障碍者の絶対数の減少の他に、パラリンピックの競技ではなくローカル競技のため、知名度が低いというのも原因としてあげられる。パラリンピックの正式種目にならない理由としては、野球やソフトボールがオリンピックの正式種目から除外されたように、世界的な競技人口が少ないのが原因と言える。また、その他の理由としてあげられるのは、国々によってルールや概要が統一されてないことがあげられる。台湾やイタリアなどでも盲人による野球は行われており、beep baseballという名前で行われているが、ルール等がグランドソフトボールとは異なっている。日本や海外で同じ野球をベースとした競技は行われているが、内容が違っているため、パラリンピックの正式種目になるためには、ルール等を含めた競技内容の統一が課題と言える。
既存のチームを合併させ、チームを何とか存続させるような活動も見えてきた。

## ルール
- 基本的にソフトボールと同じルールで試合を行う
- ピッチャーは必ずアイシェードをつけた選手でなけれいけないがその他ポジションについては特に決められていないが基本的なポジションとしサード、レフト、野球にはないポジションである中レフトがある
- 野球、ソフトボールはないルールとしてグランドソフトボールにはピッチャーの周りに停止ゾーンがある停止ゾーンにボールをいれることによりランナーへの進塁を防ぐ、例えば一塁ランナーがバッターのヒットで一塁から三塁に進塁しょうとする通常では三塁に送れば次の進塁を食い止められるが停止にボールを送れば三塁への進塁を食い止め一度ランナーがベースに踏んだ二塁で停止させることができる
- 盗塁は禁止でキャッチャーが手を叩くあと投手の牽制球はOK
- グランドソフトボールにはホームランゾーンがありバッターがボールを打ちホームランゾーンからノーバウンドならホームラン、ワンバウンドならスリーベースヒット・ツーバウンド以上ならツーベースヒットになる、たとえゴロでホームランゾーンを抜ければその時点でツーベースヒットとなる
- 全盲選手がバッターのときの守備は範囲が決められておショートはどこでも行けるセカンド、ファーストは前で守備することができない［ただし全盲選手がボールを打つ前にショートはピッチャーより前に出れない
- ピッチャーがどこに投げるか決め合図であるキャッチャーから手拍子には地域ごとの特色があり大阪では［ワッショイ・ワッショイ・そらワッショイ］東京は［来い・来い・来い］と叫ぶことが多い